# Hombre de Paz
Hombre de Paz es una escultura monumental realizada por el artista italiano Constantino Nivola como parte de la Ruta de la Amistad, un conjunto de 19 esculturas realizadas por artistas de diversas nacionalidades para conmemorar los Juegos Olímpicos de México 1968. La obra fue instalada en la Villa Olímpica de la Ciudad de México. Fue la séptima estación de la ruta y representó a Italia en la exposición. La escultura consiste en un prisma cuadrangular que tiene encima de él otros dos prismas de diferentes proporciones. En la punta de la estructura está colocada una figura que se asemeja a una paloma. Toda la obra está pintada de color blanco y cada cara de los prismas está decorada con franjas rojas y verdes, en alusión a la bandera de Italia. Está hecha de concreto armado y tiene 11 metros de altura.
Después de los Juegos Olímpicos, el terreno sobre el cual se colocó la escultura fue vendido para la construcción de la Torre Perisur. La obra de Nivola terminó abandonada en uno de los laterales del estacionamiento del Centro Comercial Perisur, donde sufrió daños con el paso de los años. En 2006 el Patronato Ruta de la Amistad buscó restaurar la escultura, pero debido a su estado de deterioro, se tuvo que reconstruir la mayor parte de la obra a partir de planos y fotografías de la época, conservando solo unas cuantas piezas de la estructura original. El proyecto de restauración fue patrocinado por la Embajada de Italia en México, el Instituto Italiano de Cultura, el gobierno de la región de Cerdeña y contó con la asistencia del Museo Constantino Nivola. La escultura fue colocada en la intersección del Anillo Periférico con la Avenida Insurgentes Sur, aledaña a la Ciudad Universitaria de la Universidad Nacional Autónoma de México, a 50 metros de su ubicación original.